# Schwarzzelte der deutschen Jugendbewegung

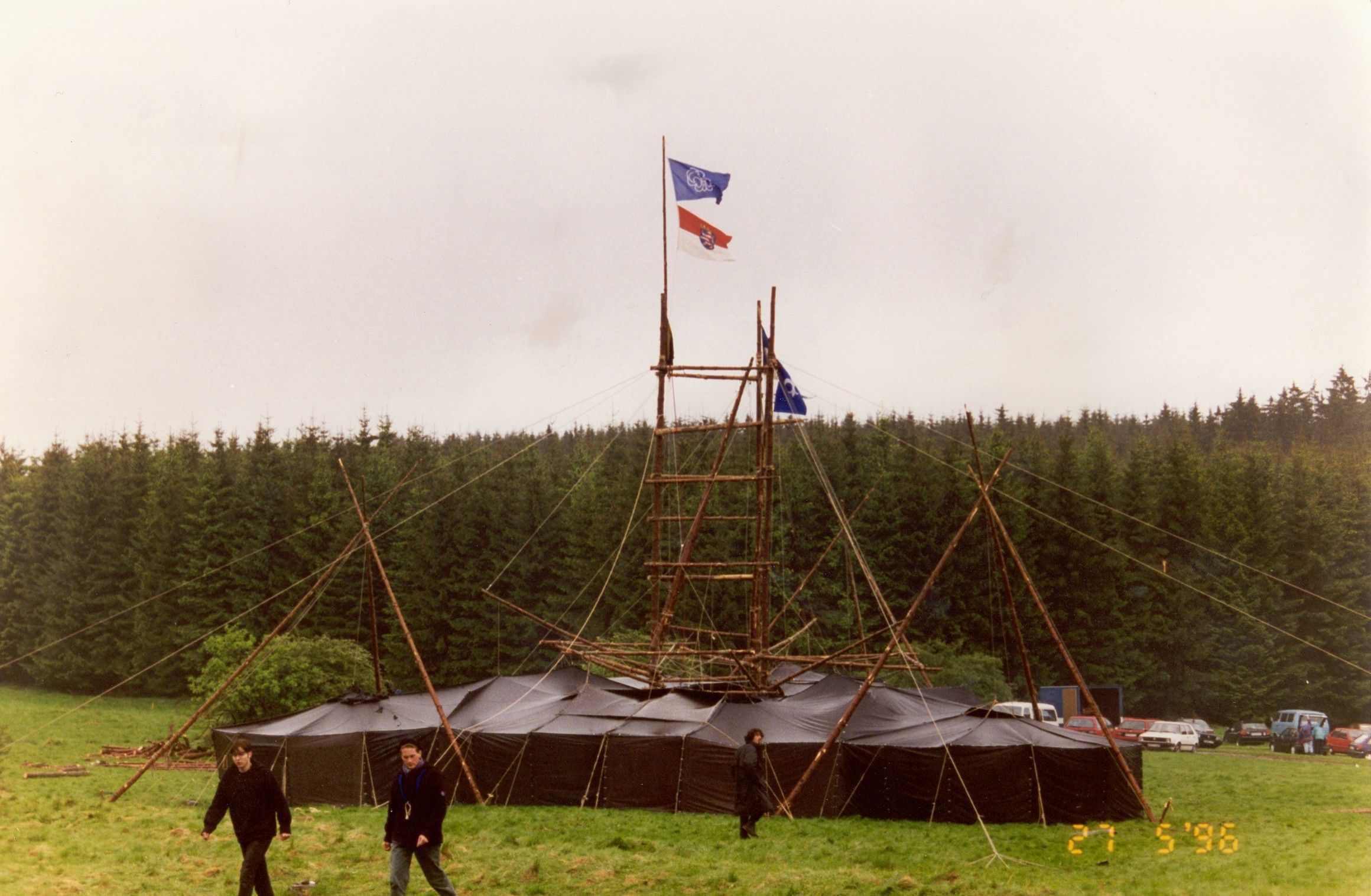
Jurtenburg des VCP Hessen

Als Schwarzzelte werden in der deutschen Jugendbewegung die Kohte und die Jurte bezeichnet. Diese Zelte unterscheiden sich von den traditionellen Schwarzzelten der Nomaden, da die Zeltflächen nicht aus dem Haar der Wüstenziege, sondern aus schwarzem Baumwollmaterial hergestellt wurden und werden. Auch die Konstruktion ist zum Teil anders. Von den Vorbildern Kote und Jurte sollten nicht nur die Eigenschaften der Zelte übernommen werden, sondern auch teilweise die Kultur derer, die unter freiem Himmel leben und reisen.
Moderne Schwarzzelte sind auch in anderen Farben erhältlich. Somit ist der Begriff „Schwarzzelt“ heute die Bezeichnung von Zelten mit bestimmten Eigenschaften und bezieht sich nicht notwendigerweise auf die Farbe.

## Ursprung

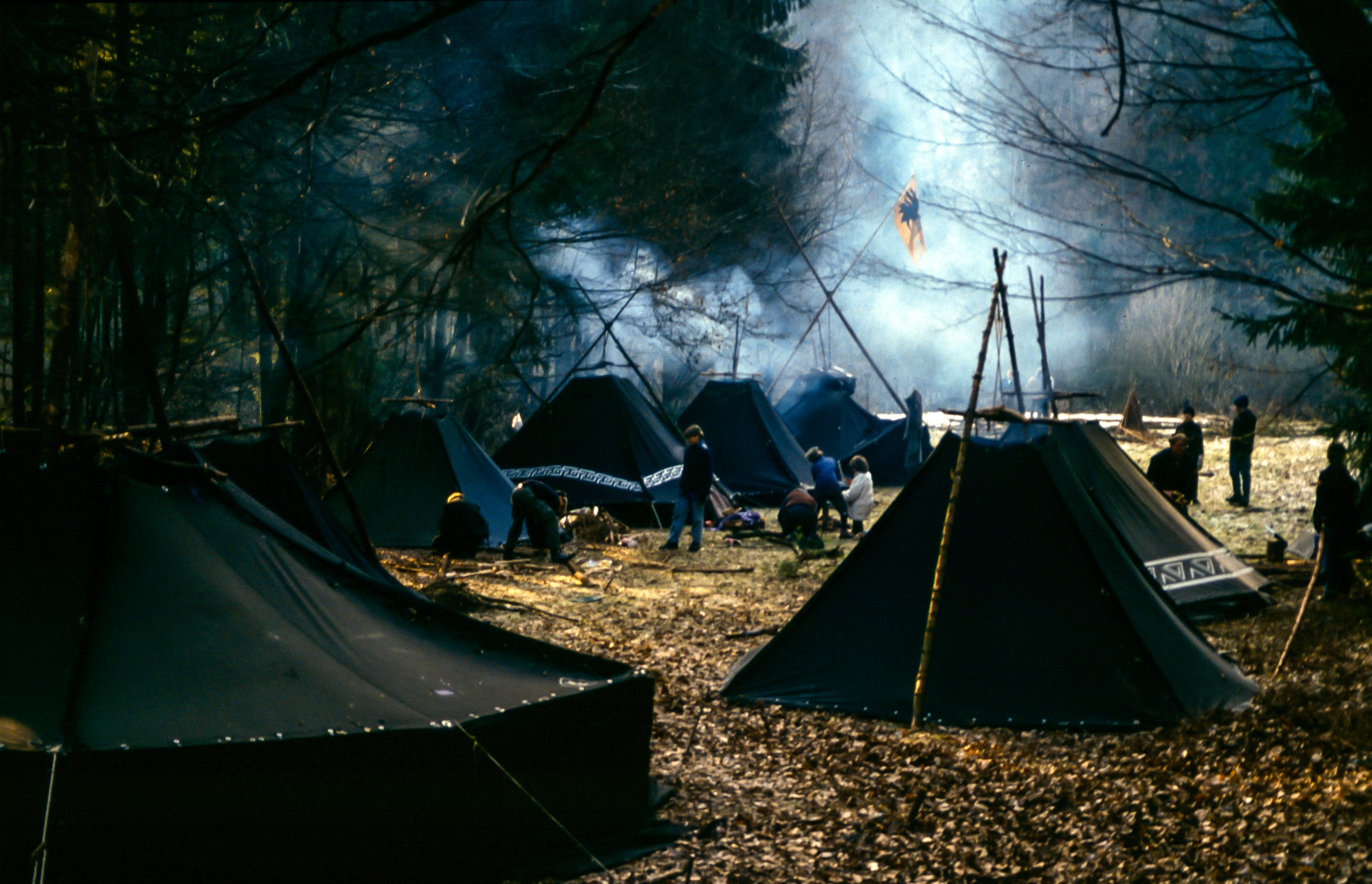
Der Klassiker: die Kohte. Links vorn eine Jurte

Die Idee zur Kohte stammt aus der Deutschen (autonomen) Jungenschaft vom 1. November 1929, einem Bund innerhalb der Bündischen Jugend. Die Kohte wurde um 1930 von Eberhard Koebel tusk auf Basis der Zeltform der finnischen Samen (in der Region des Inari-Sees) entwickelt. Nach Koebels Vorstellungen sollten die Zelte bunt sein, die erste (Muster-)Kohte wurde aus weißem Segeltuchstoff gefertigt und war nicht wetterfest. Diese ersten Kohten wurden ab 1930 von der Firma tadep nach den Plänen von Koebel und Ernst Voos gefertigt.
1931 standen Kohten auf einem Lager in Österreich, die den heutigen sehr ähnlich waren:
- Sie bestanden aus miteinander verbundenen Modulplanen.
- Sie wurden bereits von Kohtenkreuz und Stangen gehalten.
- Sie waren bereits schwarz. Diese Farbe wurde gewählt, da sie weniger leicht verschmutzt, besser verschattet und für eine bessere Luftzirkulation sorgt.

Koebel benutzte nie den Begriff „Schwarzzelte“ und kannte auch das Schwarzzelt der Nomaden nicht. Die Bezeichnung „Schwarzzelte“ entstand erst durch nahezu ausschließliche Verfügbarkeit schwarzer Zeltbahnen.
Die der klassischen Jurte nachempfundene „Jurte der Jugendbewegung“ wurde ebenfalls von Koebel eingeführt, vor allem als Versammlungszelt für Gruppen.
Bereits 1933 wurde die erste Jurte, bestehend aus Kohtenblättern und Vierecksbahnen, errichtet.
Unter den Nationalsozialisten galten Schwarzzelte als Symbol bündischer Gruppen und wurden ab 1934 verboten, beschlagnahmt und der Besitz bestraft.
Nach dem Zweiten Weltkrieg wurde die Kohte von den Pfadfindern und anderen Gruppen der deutschen Jugendbewegung übernommen. Darüber hinaus werden die Schwarzzelte hauptsächlich im deutschsprachigen Raum verwendet.
Seit den 1990er Jahren wurden die Zeltbahnen immer wieder technisch und konstruktiv weiterentwickelt, so dass heute eine Vielzahl von Zelt-Konstruktionen möglich ist. Diese Entwicklung hat jedoch auch dazu geführt, dass nicht jedes Planensystem auch zu anderen Planensystemen kompatibel ist. So sind zum Beispiel Planen verschiedener Hersteller zueinander oft nicht passgenau.

## Besonderheiten
Die klassischen Schwarzzelte Kohte und Jurte bieten durch ein Rauchabzugsloch die Möglichkeit, eine offene Feuerstelle in der Mitte des Zeltes zu errichten.
Klassische Schwarzzelte bestehen aus einzelnen Planen: Eine klassische Kohte besteht aus vier Dreiecksbahnen, eine klassische Jurte aus sechs Dreiecksbahnen und zwölf quadratischen Vierecksbahnen. Durch die modulare Bauweise können die Zelte zum Transport auf mehrere Gruppenmitglieder aufgeteilt werden.
Die Kohtenbahnen werden mit einem System aus Ösen und Schlaufen miteinander verbunden. Die quadratischen oder auch rechteckigen Vierecksbahnen werden mit Knöpfen/Knopfloch verbunden, wobei sich auch hier zunehmend Planensysteme mit Ösen und Schlaufen etablieren, da deren Aufbau häufig unter geringerem Zeitaufwand möglich ist.
Das Gestänge der Zelte muss nicht mitgeführt werden. Zwar gibt es Stecksysteme aus Holz- oder Alustangen, jedoch kann auch Stangenmaterial vor Ort gemacht werden. Eine Kohte kann unter einem großen Baum aufgehängt werden.
Von manchen Gruppen werden die schwarzen Zeltbahnen mit dem Verbandszeichen, dem Sippenlogo, einem Wappentier oder anderen Motiven bemalt.

## Typen

### Kohte

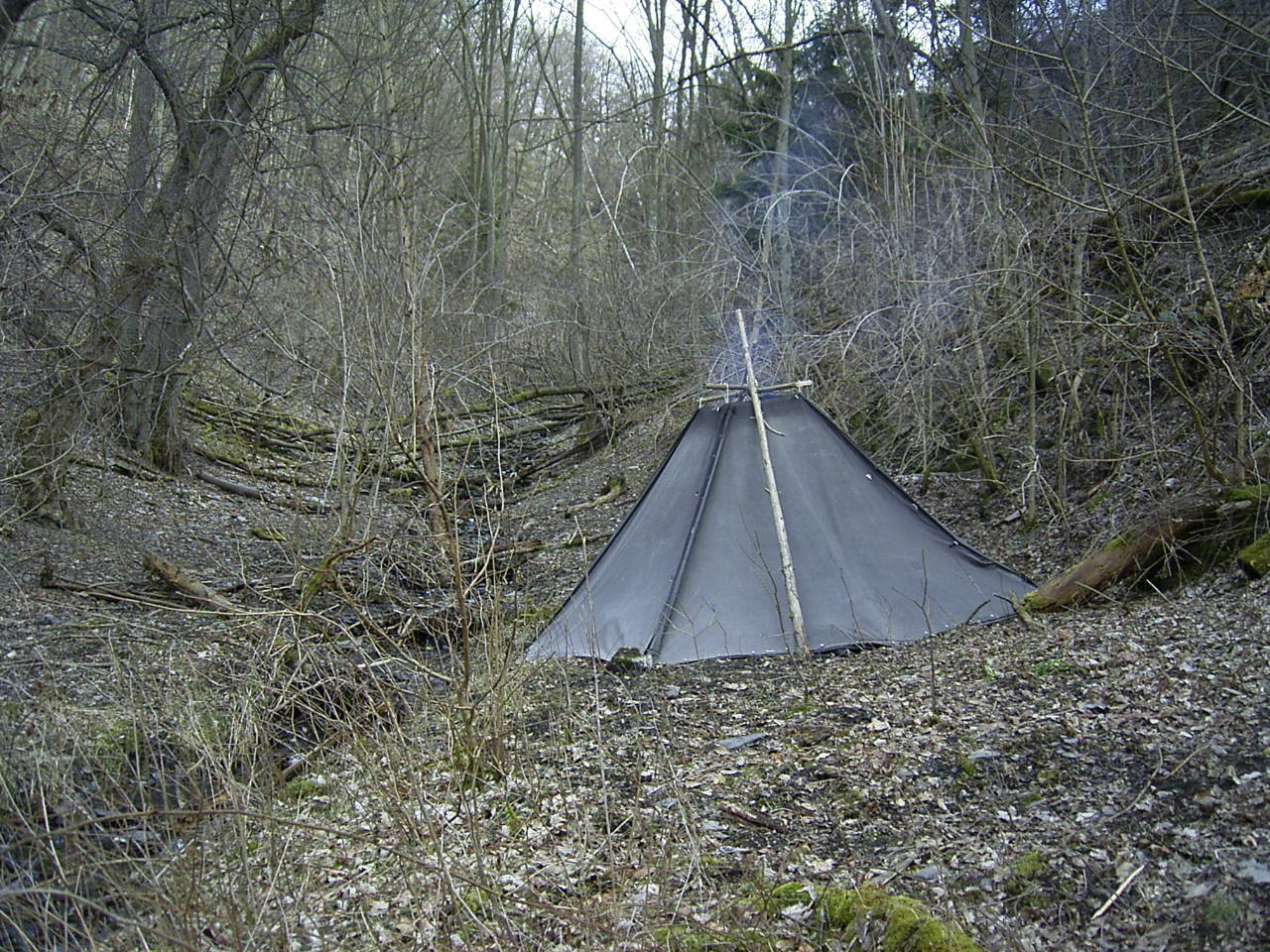
Kohte

Die Kohte ist die von Eberhard Koebel erdachte Grundform der Schwarzzelte und bietet Platz für 4 bis 10 Personen, je nach Bauweise.
Kohten gibt es aus einfachen annähernd dreieckigen Kohtenbahnen oder auch aus Planen mit so genanntem S-oder Erdstreifen und mit oder ohne Knopflöcher an der zum Boden gerichteten Kante der Zeltbahnen.
Ein Erdstreifen ist eine Verlängerung der Zeltbahn an der zum Boden gerichteten Kante. Dadurch lässt sich die lichte Höhe innerhalb des Zeltes um einige Zentimeter erweitern, um so mehr nutzbare Fläche zu erhalten. Zugleich lassen sich durch Erdstreifen Verschmutzungen durch Bodenkontakt der Zeltbahn auf den Erdstreifen reduzieren, da die eigentliche das Dach bildende Zeltbahn keinen Bodenkontakt hat.
Bei Kohtenbahnen mit Knopflöchern an der zum Boden gerichteten Kante lassen sich auch Vierecksbahnen anbringen. Eine solche Konstruktion wird als Hochkohte bezeichnet und ähnelt im Prinzip der Konstruktion einer Jurte.
Herkömmliche Kohten werden aus vier Kohtenbahnen zusammengesetzt.

### Jurte
Die Jurte der Jugendbewegung ist der traditionellen Jurte der Nomaden in West- und Zentralasien nachempfunden. Sie dient oft als Versammlungszelt oder als Unterkunft für größere Gruppen. Eine Jurte mit einfachem Balken und ohne Feuerstelle bietet ohne weiteres Platz für 15 bis 25 Personen samt Gepäck und hat in der Regel einen Durchmesser von ca. 6 m, eine Seitenhöhe von ca. 1,6 m und eine Mittelhöhe von etwa 2,5 m. Damit stehen ca. 29 m2 Grundfläche zur Verfügung. Viele Nutzer einer Jurte schlagen tagsüber im Sommer die seitlichen Vierecksplanen hoch, um die Jurte als Sonnendach zu nutzen.
Das Dach der Jurte besteht entweder aus den klassischen sechs Dreiecksplanen oder aus halben beziehungsweise ganzen sogenannten Jurtendächern.
Wie bei der Kohte kann auch der Aufbau der Jurte modifiziert werden. Aus Kohtenplanen oder speziellen halben Jurtendächern gebaut kann sie zum Beispiel halbiert und die beiden Hälften um das Maß von einer oder mehrerer Viereckplanen auseinandergezogen werden. Das Zelt erhält damit eine nahezu ovale Form. In das Dach werden dazu rechteckige Planen, sogenannte Oval- oder Theaterplanen, eingesetzt. Die verschiedenen Planen ermöglichen zahlreiche weitere Kombinationen, von denen die größeren und umfangreichen auch als „Jurtenburgen“ bezeichnet werden, sofern die Konstruktionen aus mehr als nur einer Jurte mit Anbau bestehen. Es bestehen auch noch etablierte Sonderformen der Jurte, unter anderem:
- Groß-Jurte mit größerem Durchmesser
- Super-Groß-Jurte mit weiter vergrößertem Durchmesser
- Fünfer-Jurte aus fünf Kohtenblättern

Jurtenkonstruktionen
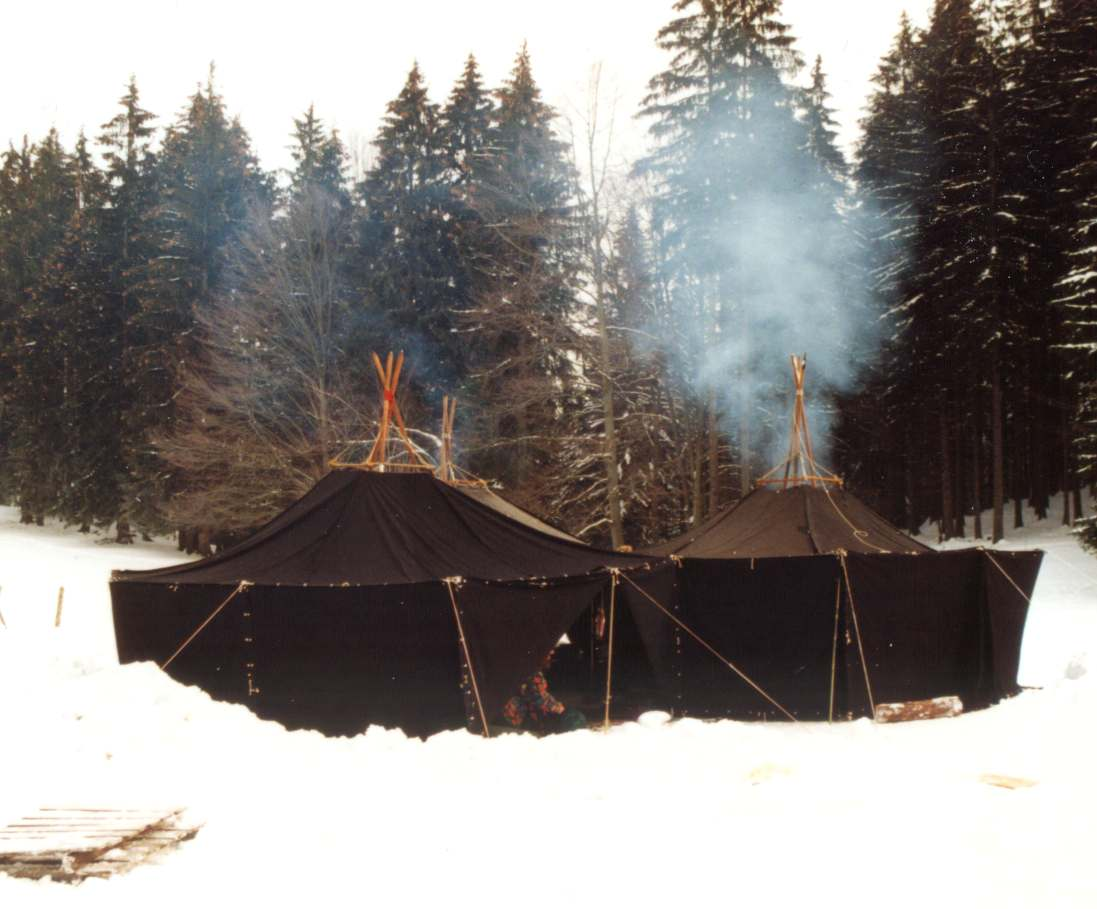
Konstruktion aus drei Jurten auf einem Winterlager
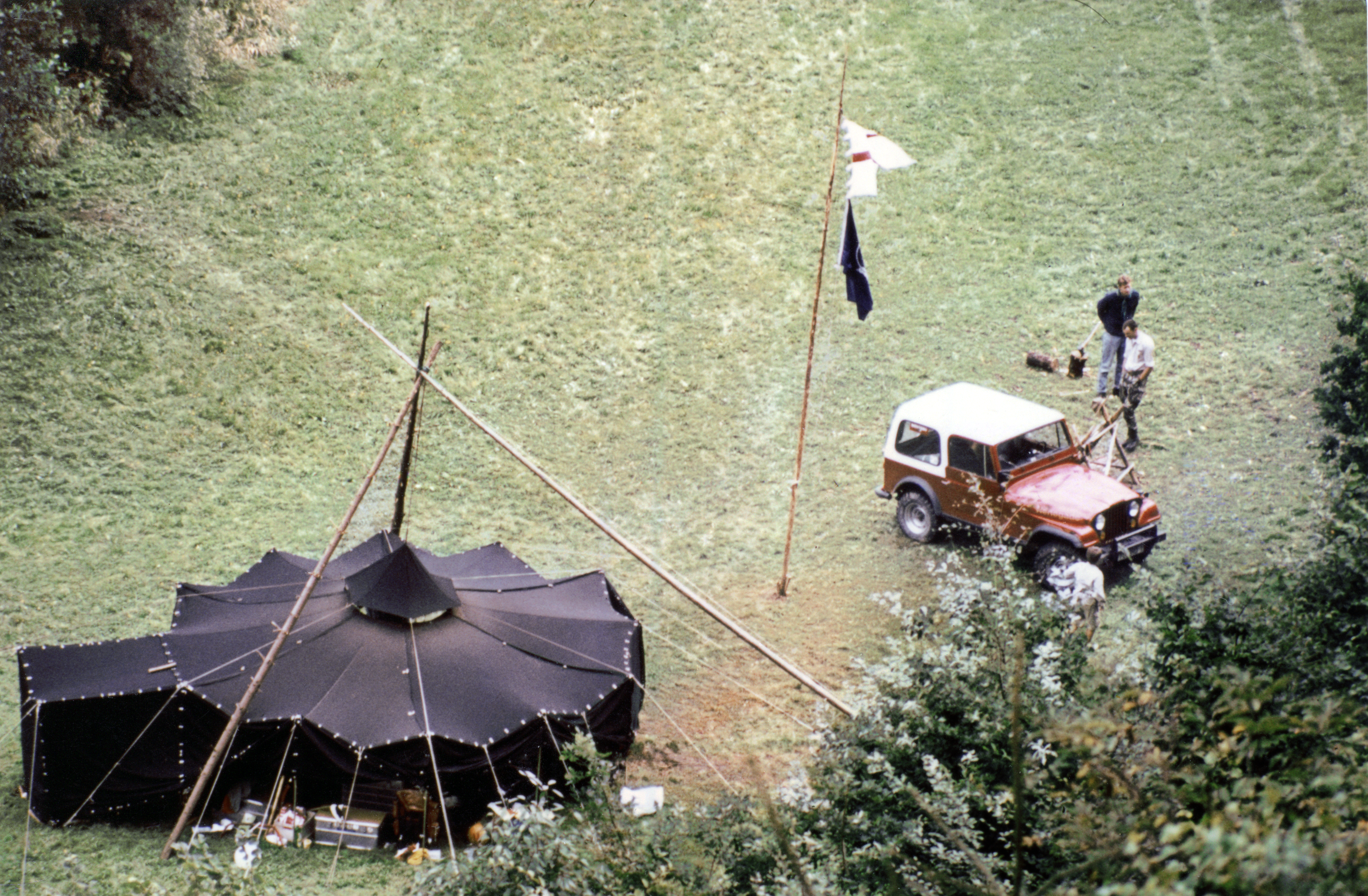
Jurte mit Anbau aus Seitenplanen
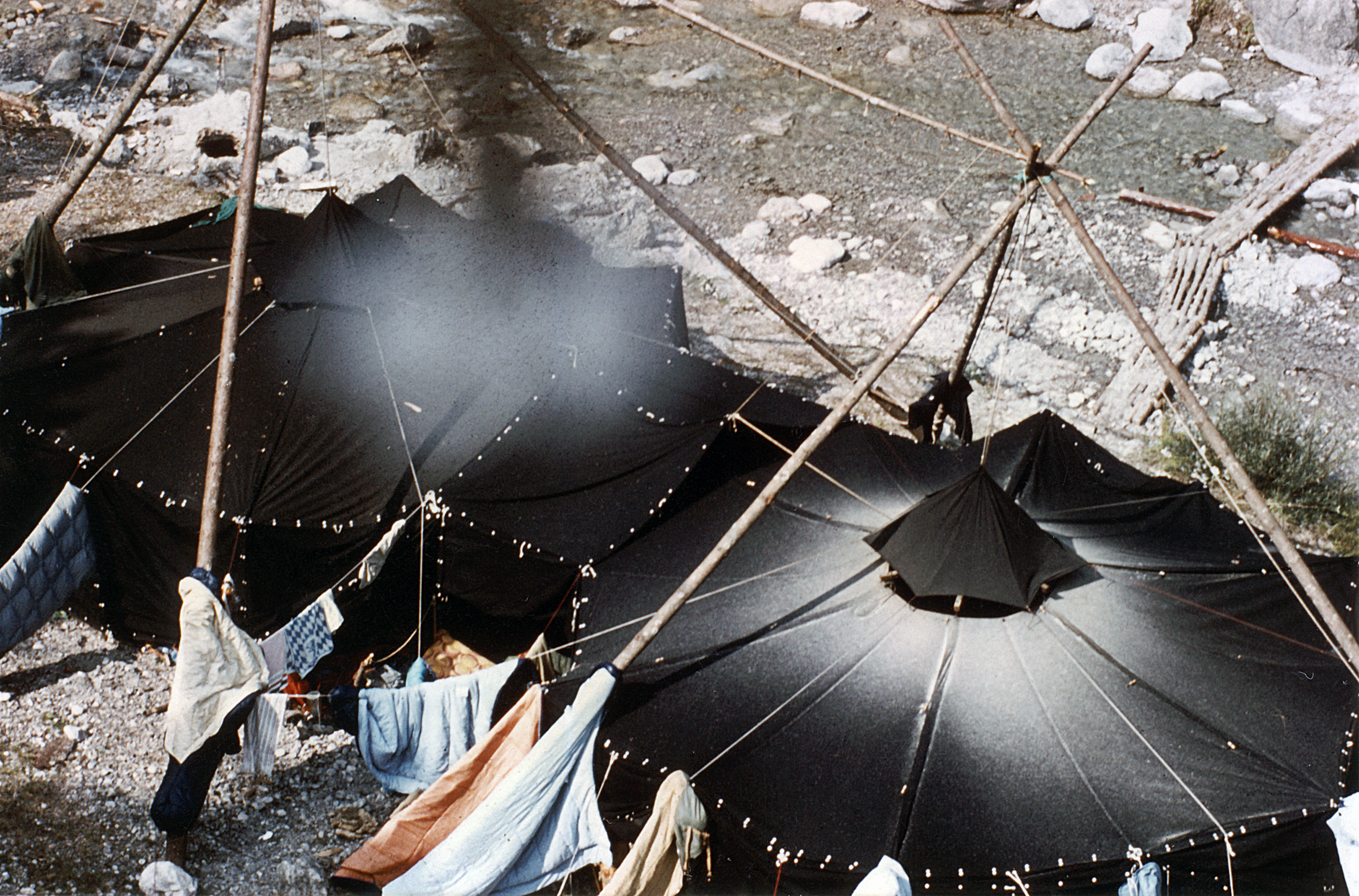
Doppeljurtenkonstruktion von Oben

### Kröte
Als Kröte wird ein Notzelt aus einer Kohtenbahn bezeichnet. Die Plane wird an dem schmalen Ende mit zwei Heringen verankert, am breiten Fußende mit einer Stange erhöht und an den restlichen Seiten mit Heringen abgespannt. Eine Kröte ist nach einer Seite hin offen und bietet sich als Unterschlupf für das Biwakieren an.

### Lokomotive

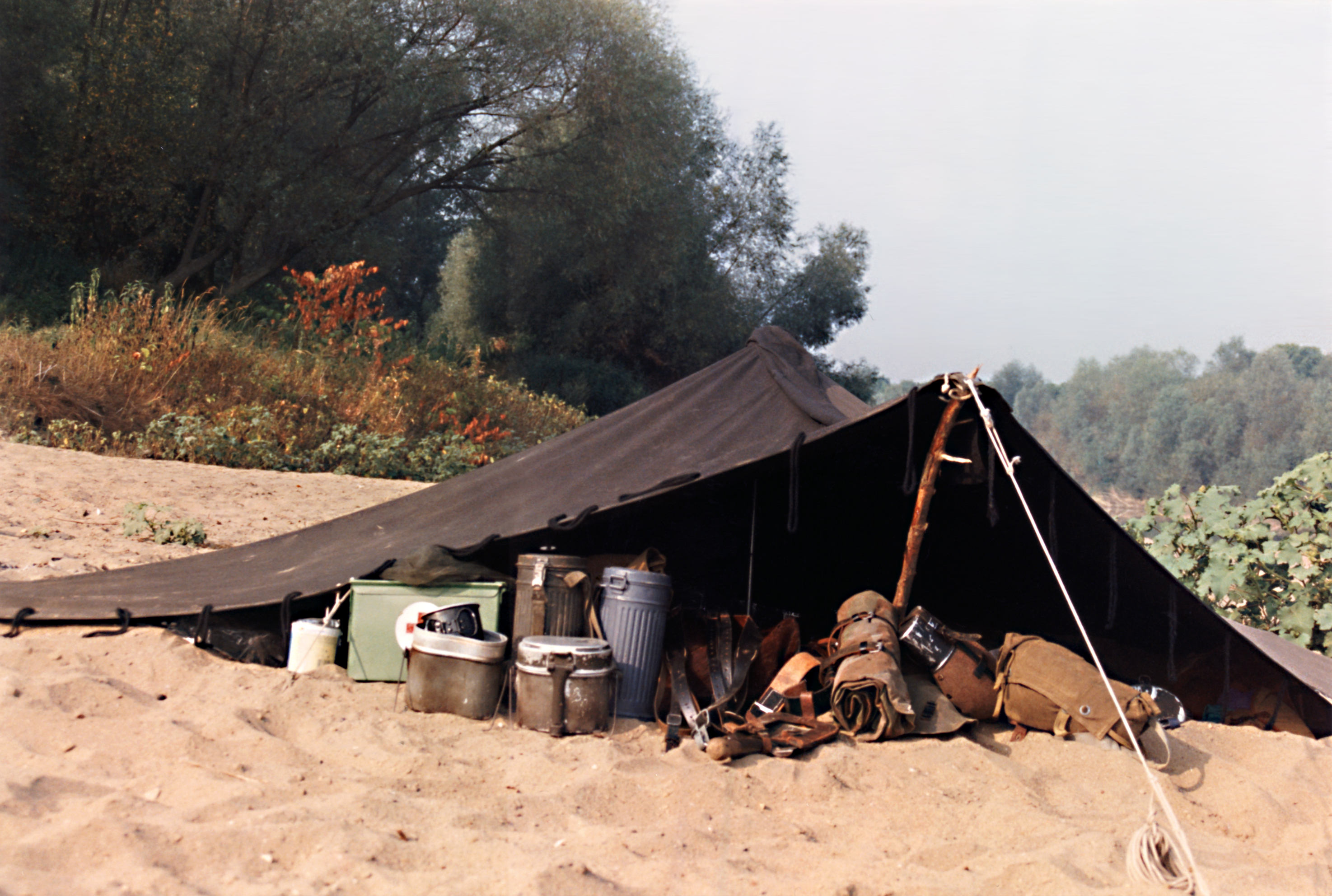
Lokomotive für ein Nachtlager an der Theiß

Eine Lokomotive (auch Lok oder Doppelkröte genannt) wird aus zwei Kohtenbahnen gebaut. Die Bahnen werden an den Breitseiten aneinandergeknüpft und an den jeweils schmalen Seiten mit Heringen abgespannt. In der Mitte wird die Konstruktion durch eine Innenstange oder ein außen errichtetes Zweibein hoch gehalten.
Die Lokomotive bietet zwei bis vier Personen einen Schlafplatz.
Die Lokomotive kann durch eine in der Mitte eingefügte Doppelplane vergrößert werden. In diesem Fall werden zwei Innenstangen oder zwei Zweibeine benötigt.